# لوز (صاروخ)

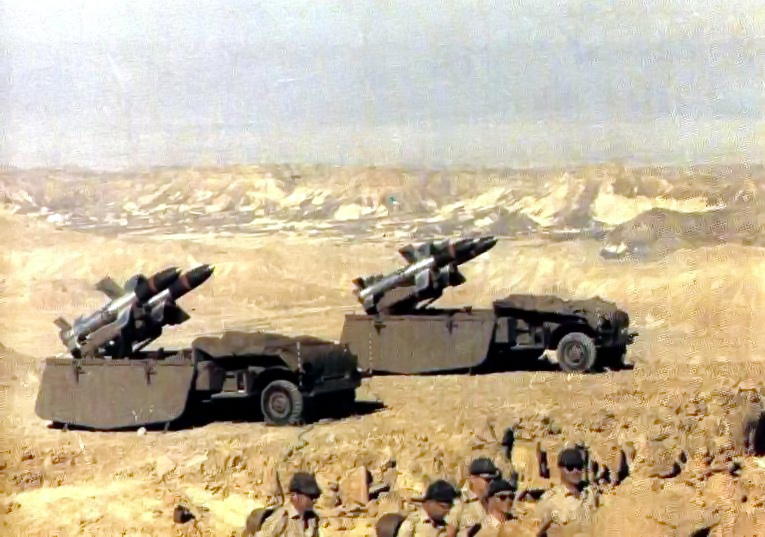
صاروخ لوز، إصدارات سطح-سطح، 1961

كان صاروخ رافائيل لوز (بالعبرية : לוז، بندق) أول صاروخ تصنعه إسرائيل. طورت شركة رافائيل الصاروخ اعتمادًا على المعرفة المكتسبة من الصاروخ الفرنسي إم دي-620 الذي بنته شركة مارسيل داسو بريجيه للطيران لقوات الدفاع الإسرائيلية. كان من المقرر في الأصل إنتاج ثلاثة إصدارات - سطح - سطح، جو - أرض ومضاد للسفن، لكن المشاكل الفنية وتخفيضات الميزانية أجبرت رافائيل على إنتاج الإصدارات سطح - سطح وجو - أرض فقط، إلا أنها أيضًا لم تدخل الخدمة التشغيلية.

## التطوير

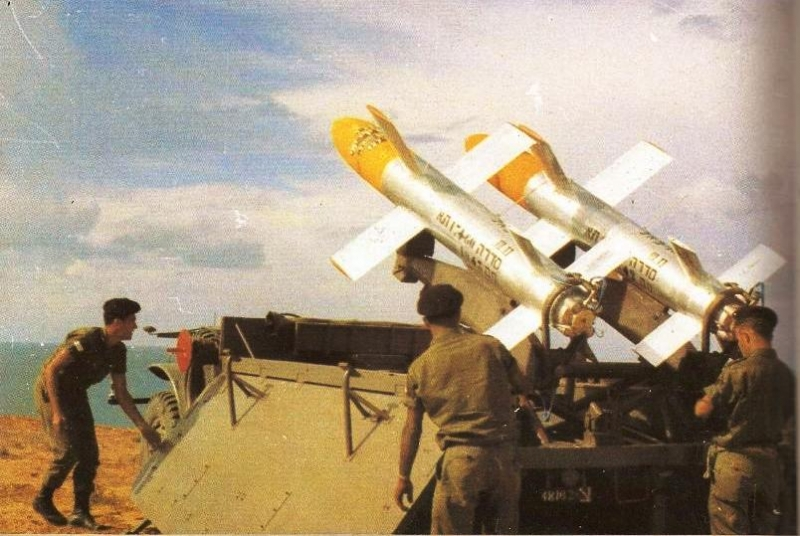
صاروخ لوز، 1961

بلغ طول الصاروخ نحو 3 أمتار، ومداه 27 كيلومترًا. وأُطلق من مركبة أرضية تحمل صاروخين، وجرى توجيهه من قبل مشغل باستخدام عصا التحكم ونظام توجيه كهرضوئي.
ألغيت النسخة المضادة للسفن لأسباب مالية وفنية، حيث كان أداء نظام التوجيه الكهرضوئي وعصا التحكم ضعيفًا في ظروف الإضاءة السيئة. وكان المهندس أوري إيفن توف، في شركة رافائيل، قد اقترح بالفعل حلولًا بديلة، رفضت لاحقًا. طورت شركة الصناعات الجوية الإسرائيلية النسخة المضادة للسفن إلى صاروخ جبرائيل الناجح. في عام 1962، ألغيت النسختان أرض-أرض وجو-أرض أيضًا قبل أن تصبحا جاهزتان للتشغيل الكامل، حيث فضل جيش الدفاع الإسرائيلي استخدام المدفعية لأسباب تتعلق بالتكلفة والفائدة.
وفي حين لم يدخل صاروخ لوز الخدمة التشغيلية، فقد طورت صناعة الأسلحة الإسرائيلية في نهاية المطاف صواريخ موجهة أخرى أصبحت جاهزة للتشغيل، مثل صاروخ بوباي وصاروخ سبايك إن إل أو إس الأصغر (المعروف أيضًا باسم "تاموز"). ولم تُنشر هذه الصورايخ (بالإضافة إلى صواريخ جبرائيل المنحدرة من عائلة لوز) من قبل جيش الدفاع الإسرائيلي فحسب، بل صُدرت أيضًا على نطاق واسع لتستخدمها جيوش أجنبية.